# Evangelisk-lutherska kyrkan i södra Afrika
Evangelisk-lutherska kyrkan i södra Afrika (ELCSA) är den största lutherska kyrkan i regionen och har omkring 580 000 döpta medlemmar fördelade på sju stift i Sydafrika, Botswana och Eswatini. 
ELCSA har starka band till Sverige och Svenska kyrkan. Svenska kyrkans missionärer sändes ut till det som då kallades Zululand i slutet av 1800-talet och etablerade flera missionsstationer som fortfarande är aktiva.
ELCSA består av följande stift: 
- Botswanastiftet
- Centrala stiftet
- Norra stiftet
- Västra stiftet
- Östra stiftet är vänstift till Göteborgs stift. Inom detta stift ligger Lutherska kyrkan i Eswatini. [1]
- Cape Orangestiftet är vänstift till Härnösands stift. [2]
- Sydöstra stiftet ligger i provinsen KwaZulu-Natal i Sydafrika och är vänstift till Skara stift. Föreningen Senapskornet har knutit nära kontakt till diakonicentret Kwa Zamakuchle.[3]